# 第19普通科連隊
第19普通科連隊（だいじゅうきゅうふつうかれんたい、JGSDF 19th Infantry Regiment）は、陸上自衛隊福岡駐屯地（福岡県春日市）に駐屯する西部方面混成団隷下の普通科連隊である。

## 概要
連隊長は1等陸佐（二）があてられ、連隊本部、本部管理中隊、4個普通科中隊および重迫撃砲中隊により編成される即応予備自衛官指定部隊（コア部隊）である。警備隊区は福岡県のうち、福岡地方である。
1956年（昭和31年）1月に第4管区隊隷下部隊として編成完結。1998年（平成10年）3月に陸上自衛隊初となる即応予備自衛官を主体として構成されるコア部隊に改編された。

## 沿革
- 1956年（昭和31年）1月25日：第4管区隊隷下に第19普通科連隊が福岡駐屯地において編成完結。
- 1962年（昭和37年）8月15日：第4管区隊の第4師団への改編に伴い、再編。本部管理中隊、4個普通科中隊および重迫撃砲中隊編成となる。
- 1966年（昭和41年）3月1日：飯塚駐屯地開設に伴い、警備隊区のうち、筑豊地区を第2施設群長に移管。
- 1990年（平成02年）3月26日：第4師団近代化への改編により、自動車化連隊へ改編。
- 1998年（平成10年）3月26日：即応予備自衛官指定部隊（コア部隊）に改編。
- 2003年（平成15年）3月27日：第4師団が「沿岸配備型師団」に改編。

1. 軽装甲機動車および01式軽対戦車誘導弾が配備。
2. 後方支援体制変換に伴い、整備部門を第4後方支援連隊第2整備大隊第2普通科直接支援中隊へ移管。

- 2011年（平成23年）4月：東日本大震災に伴う災害派遣活動、南三陸町にて捜索救難活動、物資輸送支援を実施[1]。
- 2013年（平成25年）3月26日：部隊改編等。

1. 第4師団隷下から西部方面混成団隷下に異動。
2. 整備部門は、第4後方支援連隊第2整備大隊から西部方面後方支援隊第304普通科直接支援中隊へ移管。

## 部隊編成
- 第19普通科連隊本部
- 本部管理中隊「19普-本」
  - 中隊本部
  - 連隊本部班：82式指揮通信車
  - 情報小隊：軽装甲機動車、偵察用オートバイ
  - 施設作業小隊：小型ドーザ、資材運搬車
  - 通信小隊
  - 補給小隊：3 1/2tトラック
  - 衛生小隊：1トン半救急車
  - 狙撃班
- 第1普通科中隊「19普-1」：軽装甲機動車、81mm迫撃砲 L16、01式軽対戦車誘導弾
- 第2普通科中隊「19普-2」：軽装甲機動車、81mm迫撃砲 L16、01式軽対戦車誘導弾
- 第3普通科中隊「19普-3」：軽装甲機動車、81mm迫撃砲 L16、01式軽対戦車誘導弾
- 第4普通科中隊「19普-4」：軽装甲機動車、81mm迫撃砲 L16、01式軽対戦車誘導弾
- 重迫撃砲中隊「19普-重」：120mm迫撃砲 RT

## 整備支援部隊
- 第4後方支援連隊第2整備大隊第2普通科直接支援中隊「4後支-2-2普」（福岡駐屯地）：2003年（平成15年）3月27日から2013年（平成25年）3月25日の間。
- 西部方面後方支援隊第304普通科直接支援中隊「304普直支」（福岡駐屯地）：2013年（平成25年）3月26日から

## 主要幹部
| 官職名           | 階級    | 氏名     | 補職発令日     | 前職                 |
| ---------------- | ------- | -------- | -------------- | -------------------- |
| 第19普通科連隊長 | 1等陸佐 | 牧瀬孝幸 | 2025年03月17日 | 第13旅団司令部幕僚長 |

| 代 | 氏名       | 在職期間                        | 前職                                    | 後職                                                         |
| -- | ---------- | ------------------------------- | --------------------------------------- | ------------------------------------------------------------ |
| 01 | 戸伏長久   | 1956年01月25日 - 1958年03月15日 |                                         | 陸上幕僚監部所属 防衛大学校派遣勤務 防衛大学校訓練部訓練課長 |
| 02 | 渡辺博     | 1958年03月16日 - 1958年07月31日 | 陸上幕僚総監部第5部勤務                 | 第5管区総監部幕僚長                                          |
| 03 | 西川次郎   | 1958年08月01日 - 1960年07月31日 | 第1管区総監部勤務                       | 中部方面総監部総務課長                                       |
| 04 | 山崎祐至   | 1960年08月01日 - 1962年03月15日 | 東部方面総監部第3部長                   | 練馬駐とん地業務隊長                                         |
| 05 | 藤原環     | 1962年03月16日 - 1964年03月15日 | 陸上自衛隊富士学校研究部副部長          | 陸上自衛隊幹部候補生学校教育部長                             |
| 06 | 山内竹治   | 1964年03月16日 - 1966年03月15日 | 陸上幕僚監部第3部勤務                   | 陸上幕僚監部第5部総括班長                                    |
| 07 | 武岡淳彦   | 1966年03月16日 - 1968年03月15日 | 陸上自衛隊幹部学校付                    | 陸上幕僚監部第5部訓練演習班長                                |
| 08 | 長南元皓   | 1968年03月16日 - 1970年03月15日 | 陸上自衛隊調査学校勤務                  | 陸上自衛隊富士学校勤務                                       |
| 09 | 河野恂     | 1970年03月16日 - 1971年07月15日 | 第4師団司令部第3部長                    | 陸上幕僚監部第5部総括班長                                    |
| 10 | 原一喜     | 1971年07月16日 - 1974年03月15日 | 防衛大学校勤務                          | 西部方面総監部募集課長                                       |
| 11 | 岩藤良平   | 1974年03月16日 - 1976年03月15日 | 陸上自衛隊富士学校学校教官              | 陸上自衛隊関西地区補給処企画室長                             |
| 12 | 下園勝彦   | 1976年03月16日 - 1977年11月30日 | 陸上幕僚監部第5部勤務                   | 陸上自衛隊幹部候補生学校学生隊長                             |
| 13 | 松下政昭   | 1977年12月01日 - 1980年03月16日 | 陸上幕僚監部第1部勤務                   | 陸上自衛隊幹部学校学校教官                                   |
| 14 | 多田壽美雄 | 1980年03月17日 - 1982年03月15日 | 西部方面総監部防衛部防衛課長            | 陸上幕僚監部監理部総務課 企画班長                            |
| 15 | 山崎友久   | 1982年03月16日 - 1984年03月15日 | 陸上幕僚監部調査部付                    | 第11師団司令部幕僚長                                         |
| 16 | 黒木正夫   | 1984年03月16日 - 1987年03月31日 | 第1師団司令部第3部長                    | 北熊本駐屯地業務隊長                                         |
| 17 | 速水誠一   | 1987年04月01日 - 1989年03月31日 | 自衛隊大阪地方連絡部募集課長            | 自衛隊長野地方連絡部長                                       |
| 18 | 笠井好秋   | 1989年04月01日 - 1991年07月31日 | 第5師団司令部第3部長                    | 陸上自衛隊幹部学校主任研究開発官                             |
| 19 | 袖井孝     | 1991年08月01日 - 1994年07月31日 | 第1混成団本部高級幕僚                   | 北熊本駐屯地業務隊長                                         |
| 20 | 呑田好文   | 1994年08月01日 - 1996年07月31日 | 自衛隊体育学校第1教育課長               | 防衛大学校教授                                               |
| 21 | 宮崎悟介   | 1996年08月01日 - 1999年07月31日 | 陸上幕僚監部人事部援護業務課 総括班長   | 自衛隊京都地方連絡部長                                       |
| 22 | 田上正     | 1999年08月01日 - 2002年07月31日 | 西部方面総監部装備部後方運用課長        | 西部方面総監部総務部長                                       |
| 23 | 椎葉辰也   | 2002年08月01日 - 2005年03月22日 | 陸上自衛隊研究本部研究員                | 中部方面指揮所訓練支援隊長                                   |
| 24 | 渡邊公博   | 2005年03月23日 - 2007年07月31日 | 西部方面情報保全隊長                    | 西部方面後方支援隊副隊長                                     |
| 25 | 中島英樹   | 2007年08月01日 - 2009年07月31日 | 統合幕僚学校研究員                      | 陸上自衛隊幹部学校研究課長                                   |
| 26 | 長野耕治   | 2009年08月01日 - 2012年03月31日 | 陸上自衛隊幹部候補生学校主任教官        | 防衛研究所主任研究官                                         |
| 27 | 井手正     | 2012年04月01日 - 2013年11月30日 | 防衛大学校教授                          | 陸上自衛隊研究本部主任研究開発官                             |
| 28 | 賦勺義矢   | 2013年12月01日 - 2015年07月31日 | 空挺教育隊長                            | 陸上自衛隊研究本部主任研究開発官                             |
| 29 | 浅野正尚   | 2015年08月01日 - 2017年03月22日 | 陸上自衛隊富士学校主任教官              | 北部方面後方支援隊副隊長                                     |
| 30 | 松﨑早博   | 2017年03月23日 - 2019年11月30日 | 自衛隊沖縄地方協力本部募集課長          | 陸上自衛隊教育訓練研究本部教官                               |
| 31 | 今村英二郎 | 2019年12月01日 - 2022年03月13日 | 北関東防衛局防衛補佐官                  | 退職                                                         |
| 32 | 足達好正   | 2022年03月14日 - 2024年03月17日 | 陸上自衛隊関東補給処装備計画部 企画課長 | 防衛大学校教授                                               |
| 33 | 西村修     | 2024年03月18日 - 2025年03月16日 | 国際活動教育隊長                        |                                                              |
| 34 | 牧瀬孝幸   | 2025年03月17日 -                | 第13旅団司令部幕僚長                    |                                                              |

## 主要装備
- 軽装甲機動車
- 高機動車
- 1/2tトラック / 73式小型トラック
- 1 1/2tトラック / 73式中型トラック
- 3 1/2tトラック / 73式大型トラック
- 89式5.56mm小銃
- 5.56mm機関銃MINIMI
- 84mm無反動砲
- 01式軽対戦車誘導弾
- 81mm迫撃砲 L16
- 120mm迫撃砲 RT

## 警備隊区
福岡市、筑紫野市、春日市、大野城市、宗像市、太宰府市、糸島市、福津市、那珂川市、糟屋郡（宇美町、篠栗町、志免町、須恵町、新宮町、久山町、粕屋町）

## 廃止（改編）部隊
- 2003年（平成15年）3月26日廃止
  - 第19普通科連隊本部管理中隊「19普-本」（福岡駐屯地）：整備部門を第4後方支援連隊第2整備大隊第2普通科直接支援中隊へ移管。